# 埃斯瑟維爾鎮區 (愛荷華州埃米特縣)
埃斯瑟維爾鎮區（英語：Estherville Township）是位於美國愛荷華州埃米特縣的一個行政鎮區。

## 地方資料
根據2010年美國人口普查的數據，埃斯瑟維爾鎮區的面積為93.63平方千米，當中陸地面積為92.75平方千米，而水域面積為0.88平方千米。當地共有人口7077人，而人口密度為每平方千米75.58人。